# Tommy Gagliano

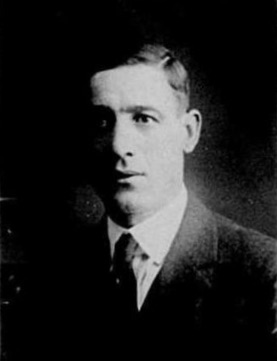
Tommaso „Tommy“ Gagliano

Tommaso „Tommy” Gagliano (ur. 1884, zm. 16 lutego 1951) – jeden z pięciu pierwszych bossów, którzy stanęli na czele Pięciu Rodzin utworzonych wraz z zakończeniem wojny castellammaryjskiej w 1931 roku. Stanął wówczas na czele Rodziny Gagliano, obok Rodziny Luciano, Rodziny Mangano, Rodziny Profaci i Rodziny Bonanno.
Urodził się – najprawdopodobniej – na Sycylii we Włoszech (nie jest znana jego dokładna data urodzenia). Do Nowego Jorku przybył na początku lat 20. XX wieku; przyłączył się do gangu Gaetano „Tom” Reina.
Gang Toma Reiny należał do sprzymierzeńców Joego Masserii w wojnie castellammaryjskiej, jednakże sam Reina nie przejawiał szczególnej sympatii do „Joe Bossa”, gdyż ten wymagał coraz większych udziałów w zyskach z przestępczych procederów.
Tom Reina został zastrzelony (w trakcie wojny castellammaryjskiej) 26 lutego 1930 roku przez Vito Genovese – wyszły na światło dzienne plany Reiny przyłączenia się do obozu Salvatore Maranzano, nowym szefem gangu został Joseph Pinzolo, ale i on niebawem został zastrzelony (wrzesień 1930 roku).
Wówczas za namową „Joe Bossa” Tommy Gagliano został mianowanym nowym szefem gangu.
Przypuszcza się, że on i Lucchese w tym czasie po cichu tworzyli tajne przymierze z Maranzano.
Wraz ze śmiercią Maranzano (10 września 1931 roku) zakończyła się wojna castellammaryjska. Ojciec chrzestny „Nowej Mafii amerykańskiej” (tzw. Syndykatu) – Lucky Luciano utworzył Pięć Rodzin, na czele jednej z nich stanął Tommy Gagliano (w podziękowaniu za jego wkład wyeliminowaniu obu bossów tzw. Wąsatych Piotrków).
Po deportacji Lucky Luciano do Włoch w 1946 roku, Tommy Gagliano wszedł w skład Komisji obok Josepha Bonanno, Vincenta Mangano, Joego Profaciego i Stefano Magaddino.
Nieznane pozostają okoliczności jego śmierci (podawany jest rok 1951 lub 1953). Jedno jest pewne, nowym szefem rodziny został Tommy Lucchese, od którego nazwiska przyjęła nazwę Rodzina Lucchese.